# Phạm Đang Căng Thuần
Phạm Đang Căng Thuần (范当根純, tiếng Phạn: Jayavarman II, trị vì: 472 - 492) là một vị vua của triều đại Lâm Ấp thứ 3.

## Trị vì
Vào năm 472, ông đã giết chết vua tiền nhiệm là Phạm Thần Thành để cướp ngôi. 20 năm sau đó, chính ông lại bị con Thần Thành là Phạm Chư Nông trả thù. Phạm Đang Căng Thuần bị Chư Nông giết.